# Thryothorus ludovicianus
Thryothorus ludovicianus е вид птица от семейство Troglodytidae, единствен представител на род Thryothorus.

## Разпространение
Видът е разпространен в Белиз, Гватемала, Канада, Мексико, Никарагуа и САЩ.